# 21 Jump Street
21 Jump Street (Anjos da Lei, no Brasil, e Rua Jump, 21, em Portugal) foi um seriado americano exibido pela FOX no final da década de 1980, que consagrou o então jovem ator Johnny Depp.

## Sinopse
Neste seriado um grupo de jovens policiais se infiltrava nas escolas para investigar crimes cometidos por alunos, esse grupo era chamado de "Anjos da Lei" e fazia suas reuniões numa capela abandonada no número 21 da Jump Street (daí vem o nome da série) para receber instruções de mais uma nova missão, distribuir tarefas, reunir informações coletadas por seus integrantes e decidir qual melhor caminho para obter as provas do criminoso (ou do inocente).

## Elenco
- Tom Hanson (Johnny Depp)
- Doug Penhall (Peter DeLuise)
- Capitão Richard Jenko (Frederic Forrest) - somente poucos episódios no início da série
- Capitão Adam Fuller (Steven Williams) - da metade da 1ª temporada até o final da série
- Judy Hoffs (Holly Robinson Peete)
- Harry Truman Ioki (Dustin Nguyen)

## Produção
A inspiração para a série foi criada a partir de um programa da polícia americana que atuava exatamente dessa forma. Quando alguma informação chegava à polícia sobre algum jovem infrator, os jovens policiais se passavam por alunos do colégio. Daí precisavam se aproximar do suspeito, sempre tomando muito cuidado para que ele não percebesse que estava sob investigação policial, o que fatalmente prejudicava a missão policial.
A ideia era cortar o mal pela raiz, ou seja, impedir que o jovem infrator se tornasse um adulto criminoso – que passava a ser algo muito mais sério e complexo para a polícia e com consequências mais graves para a sociedade.
A cada episódio começava uma investigação de um suposto criminoso, e os crimes eram os mais variados como: envolvimento com drogas (incluindo o tráfico); prostituição; assassinatos; briga entre gangues; e também casos sobre AIDS. Até então nenhum seriado destinado ao público jovem havia abordado esses assuntos com a profundidade encontrada em "Anjos da Lei". Nos Estados Unidos, chegaram a disponibilizar um telefone para que os telespectadores pudessem denunciar crimes com o mesmo tema do seriado que passava no dia, tamanho foi o sucesso atingido por lá.
No mesmo episódio, o crime era solucionado e sempre havia uma mensagem moral implícita. Dessa forma, o seriado não apenas divertia os jovens, mas também cumpria um certo papel social na formação dos seus jovens telespectadores, ainda que inconscientemente.
A produção executiva da série acreditava que os assuntos abordados na série eram vividos por jovens de várias partes do mundo, e não apenas dos Estados Unidos, e por isso "Anjos da Lei" foi sucesso em muitos países.
"Anjos da Lei" foi a primeira série exibida pelo canal FOX, que conseguiu mais audiência no horário que os programas das grandes redes (ABC, CBS e NBC), o que foi uma surpresa, pois os produtores da série e o resto da equipe nunca tinham feito um show de sucesso para o público jovem.
A série que estreou no dia 12 de abril de 1987, foi criada por Stephen J. Cannell e Patrick Hasburgh, inspirada em um programa verdadeiro que até hoje é adotado pelo Departamentos de Polícia dos Estados Unidos, onde um grupo de jovens policiais trabalha infiltrado entre os adolescentes. "Anjos da Lei", inicialmente seria chamada de "Animal House Goes to High School", mas então como estavam lidando com adolescentes, os produtores resolveram fazer uma série com uma consciência social.

## Curiosidades
- Johnny Depp foi convidado para fazer o papel do policial Tom Hanson, mas o recusou no primeiro momento. Outro ator fez então o piloto da série, mas os produtores da Fox não ficaram satisfeitos com a sua atuação pois o achavam velho demais para o papel. Johnny foi convidado novamente, quando, finalmente, aceitou o papel e as cenas foram re-filmadas;
- Depp não queria trabalhar com seriados, mas assinou um contrato de 6 anos com a produção da série, porque acreditava que ela não duraria mais do que uma temporada. Diferentemente do que achava, o seriado foi um sucesso, principalmente, devido à sua presença. Durante a 3ª temporada, Depp estava inconformado em trabalhar para a série e abrir mão de vários convites para fazer cinema. Começou a criticar seu papel e passou a atuar com menos empenho. Com a ajuda de seus advogados, conseguiu rescindir o contrato e deixou a série após o término da 4ª temporada;
- A música que tocava de fundo nas chamadas da série nos intervalos da Globo era "Always on My Mind" do Elvis Presley na versão do Pet Shop Boys;
- Holly Robinson é cantora da música tema da série, Johnny Depp e Peter Deluise participam do coro de fundo cantando "Jump". A música foi composta por Liam Sternberg, que também escreveu "Walk Like an Egyptian", sucesso do grupo The Bangles;
- O sucesso de "Anjos da Lei" surpreendeu a direção da Fox, pois estavam concorrendo com grandes emissoras que vinham dominando há décadas a audiência. Tão grande foi o sucesso que a Fox conseguiu superar os índices de audiência de canais como a NBC, CBS e a ABC;[carece de fontes?]
- Doug Penhall, personagem de Peter DeLuise, iria ser morto em alguma temporada da série, mas após o grande sucesso da amizade de Doug (Peter) e Tom Hanson (Johnny Depp) na série, a FOX decidiu alterar o roteiro e consertar a história.